# Batalla del llac Vadimonis (283 aC)
La batalla del llac Vadimonis es va lliurar l'any 283 aC entre Roma i les forces combinades dels etruscs i la tribu gal·la dels bois. L'exèrcit romà va ser encapçalat pel cònsol Publi Corneli Dolabel·la. El resultat va ser una victòria romana.
Segons Appià i Dió Cassi, la campanya de Dolabel·la contra els bois es va produir després de derrotar el cabdill Britomaris dels sènons, que havien derrotat a Luci Cecili Dènter l'any anterior.